# Pallas-Blütenfledermaus

Verbreitungsgebiet der Pallas-Blütenfledermaus (Jamaica ist nicht eingefärbt)

Die Pallas-Blütenfledermaus oder der Spitzmaus-Langzüngler (Glossophaga soricina) ist ein in Mittel- und Südamerika verbreitetes Fledertier in der Familie der Blattnasen. Die Art wurde 1766 anhand eines Exemplars aus Suriname von Peter Simon Pallas wissenschaftlich beschrieben. Möglicherweise werden in Zukunft ein oder mehrere Populationen als eigenständige Arten klassifiziert.

## Merkmale
Je nach Population beträgt die Gesamtlänge 50 bis 90 mm, inklusive eines 4 bis 12 mm langen Schwanzes und das Gewicht variiert zwischen 5 und 15 g. Es sind 32 bis 38 mm lange Unterarme, Hinterfüße von 6 bis 12 mm Länge und 9 bis 16 mm lange Ohren vorhanden. Auf der Oberseite kommt dunkelbraunes bis schwarzes Fell vor und die Unterseite ist leicht heller bis gelbbraun. Kennzeichnend sind eine lange Zunge, große innere Schneidezähne im Oberkiefer und das Vermögen, vor der Trockenzeit Fettreserven anzulegen. Die Zahnformel lautet I 2/2, C 1/1, P 2/3, M 3/3, was 34 Zähne im Gebiss ergibt. Diese Fledermaus hat eine langgestreckte Schnauze, kurze und breite Ohren sowie einen dreieckigen Tragus. Das Nasenblatt besteht aus einem schmalen Querblatt und einem skalpellförmigen Aufsatz.

## Verbreitung
Die Pallas-Blütenfledermaus kommt von den mexikanischen Bundesstaaten Tamaulipas und Sonora über Mittelamerika und das Amazonasbecken bis nach Bolivien, ins nördliche Argentinien und ins südöstliche Brasilien vor. Sie lebt auch auf verschiedenen Inseln wie Jamaika oder den Marias-Inseln westlich von Mexiko. Diese Fledermaus ist vorwiegend im Flachland verbreitet und erreicht gelegentlich 2600 Meter Höhe. Im nördlichen Teil des Verbreitungsgebiets ist sie hauptsächlich in Kulturlandschaften heimisch, während sie im Süden Wälder bevorzugt.

## Lebensweise
Die Exemplare ruhen am Tage in Höhlen, Tunneln, Straßendurchlässen, Baumhöhlen und Gebäuden. Sie bilden dort große Kolonien, die mehr als 2000 Mitglieder haben können. Oft teilen sie ihr Versteck mit Vertretern der Gattung Carollia. Zusätzlich können gemischte Kolonien mit anderen Fledermäusen vorkommen. Die Nahrung besteht aus Früchten, Insekten, Pollen, Nektar und Blüten. In Costa Rica fraß die Art nur zwischen April und Juni Pollen und Nektar, worauf Insekten bevorzugt wurden. Ein Fleischstück mit Fell im Magen eines Exemplars stammte vermutlich vom selben Individuum, das sich im Fangnetz selbst anfraß aufgrund der Stresssituation. Die Rufe zur Echoortung haben eine Frequenz von 48 bis 75 kHz.
Soweit von in Gefangenschaft gehaltenen Tieren bekannt, können sich Weibchen mehrmals pro Jahr unabhängig von der Jahreszeit fortpflanzen. Allgemein kommt ein mit Fell bedecktes Neugeborenes pro Wurf vor und selten werden Zwillinge geboren. Das Junge kann nach 25 bis 28 Tagen fliegen und wird vorher von der Mutter getragen. Es erhält bis zu zwei Monate Muttermilch.

## Gefährdung
Regional wirken sich Waldrodungen negativ aus. Dabei ist die Population in Argentinien am stärksten betroffen. In anderen Regionen kommt die Art häufig vor. Die IUCN listet die Pallas-Blütenfledermaus als nicht gefährdet (least concern).